# Unenlagia
Unenlagia (що означає «напівптах» на латинізованому Mapudungun) — рід динозаврів-тероподів дромеозавридів, які жили в Південній Америці під час пізнього крейдяного періоду. До роду Unenlagia віднесено два види: U. comahuensis, типовий вид, описаний Novas і Puerta в 1997 році, і U. paynemili, описаний Calvo et al. у 2004 році.

## Відкриття та найменування
У 1996 році в провінції Неукен в Аргентині в Сьєрра-дель-Портесуело було виявлено скелет теропода, про який повідомлено того ж року. У 1997 році Фернандо Еміліо Новас і Пабло Пуерта назвали та описали Unenlagia comahuensis. Родова назва походить від Mapuche uñùm, «птах», і llag, «половина», у зв'язку з тим, що описувачі вважали вид сполучною ланкою між птахами та більш базальними тероподами. Видова назва стосується Комахуе, регіону, де була зроблена знахідка.
Зразок голотипу, MCF PVPH 78, було виявлено в шарах формації Портесуело, що датується коньяком. Він складається з часткового скелета без черепа, але включає хребці, крижову кістку, ребра, шеврони, лопатку, плечову кістку, частково тазову кістку, стегнову кістку та гомілкову кістку.
У 2002 році поблизу Лаго Барреалес був знайдений другий скелет, про який було повідомлено у 2003 році. У 2004 році він був названий і описаний Хорхе Кальво, Хуаном Порфірі та Олександром Келлнером як другий вид: Unenlagia paynemili. Видова назва вшановує Максиміно Пайнеміла, главу спільноти Пайнеміл. Голотип MUCPv-349, частковий скелет, що складається з плечової кістки та двох лобків. Також було виділено декілька паратипів: MUCPv-343, кіготь; MUCPv-409, часткова клубова кістка; MUCPv-415, фаланга і MUCPv-416, хребець.
Деякі дослідники вважають Neuquenraptor молодшим суб'єктивним синонімом Unenlagia.

## Опис
Довжина тіла Unenlagia була предметом суперечок через те, що добре відома лише довжина ніг, і невідомо, чи слід її екстраполювати, використовуючи пропорції низькорослих Dromaeosauridae чи довгоногих базальних птахів. Оцінки коливалися між довжиною 3,5 м і вагою 75 кг, з одного боку, і довжиною всього 2 м з іншого. Однак Томас Хольц оцінив Unenlagia у 2,3 м завдовжки та 9,1—22,7 кг ваги.
Novas і Puerta виявили, що тазова область Unenlagia, особливо форма клубової кістки, була дуже схожа на форму раннього птаха археоптерикса. Плечовий пояс Unenlagia спочатку інтерпретувався так, ніби він був пристосований для помахів, з плоскою лопаткою, розташованою на верхній частині грудної клітки, що робить плечовий суглоб більш латеральним. Однак у 2002 році Кеннет Карпентер зазначив, що це означатиме, що лопатка була сплющена дорсовентрально, а не з боків, як в інших тероподів, і що, отже, лопатка, швидше за все, розташована збоку від грудної клітки. Це відповідало пізнішій гіпотезі Філіпа Сентера про те, що тероподи, що не належать до птахів, такі як Unenlagia, не могли підняти передні кінцівки вище спини, як це було б у випадку з найбільш базальним птахом археоптериксом. Однак південноамериканські дослідники не переконали цього, заперечуючи, що латеральне розташування лопатки призведе до того, що коракоїд Unenlagia виступає в його грудну клітку, що здається анатомічно неправдоподібним.

## Галерея

Художнє представлення
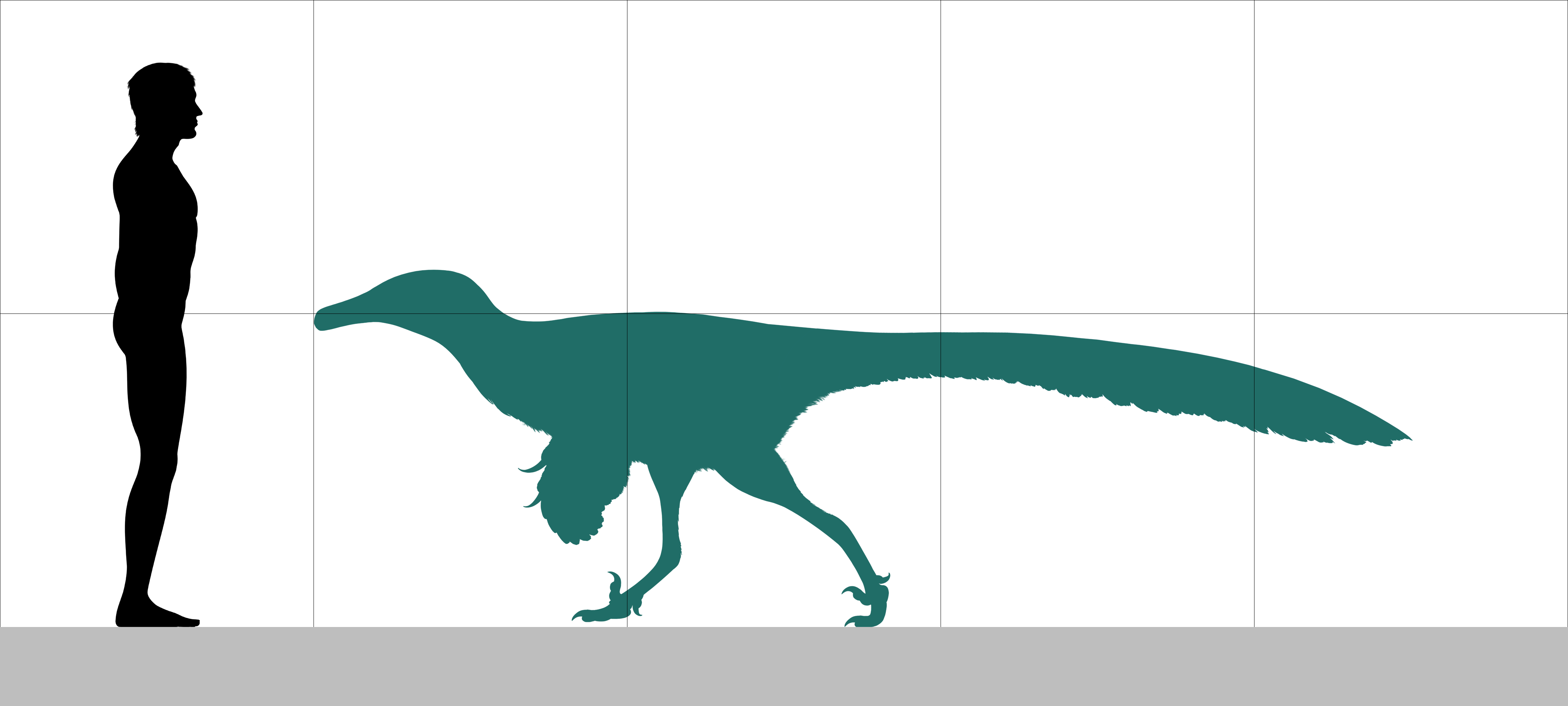
Розмір